# ストゥディウム・ゲネラーレ

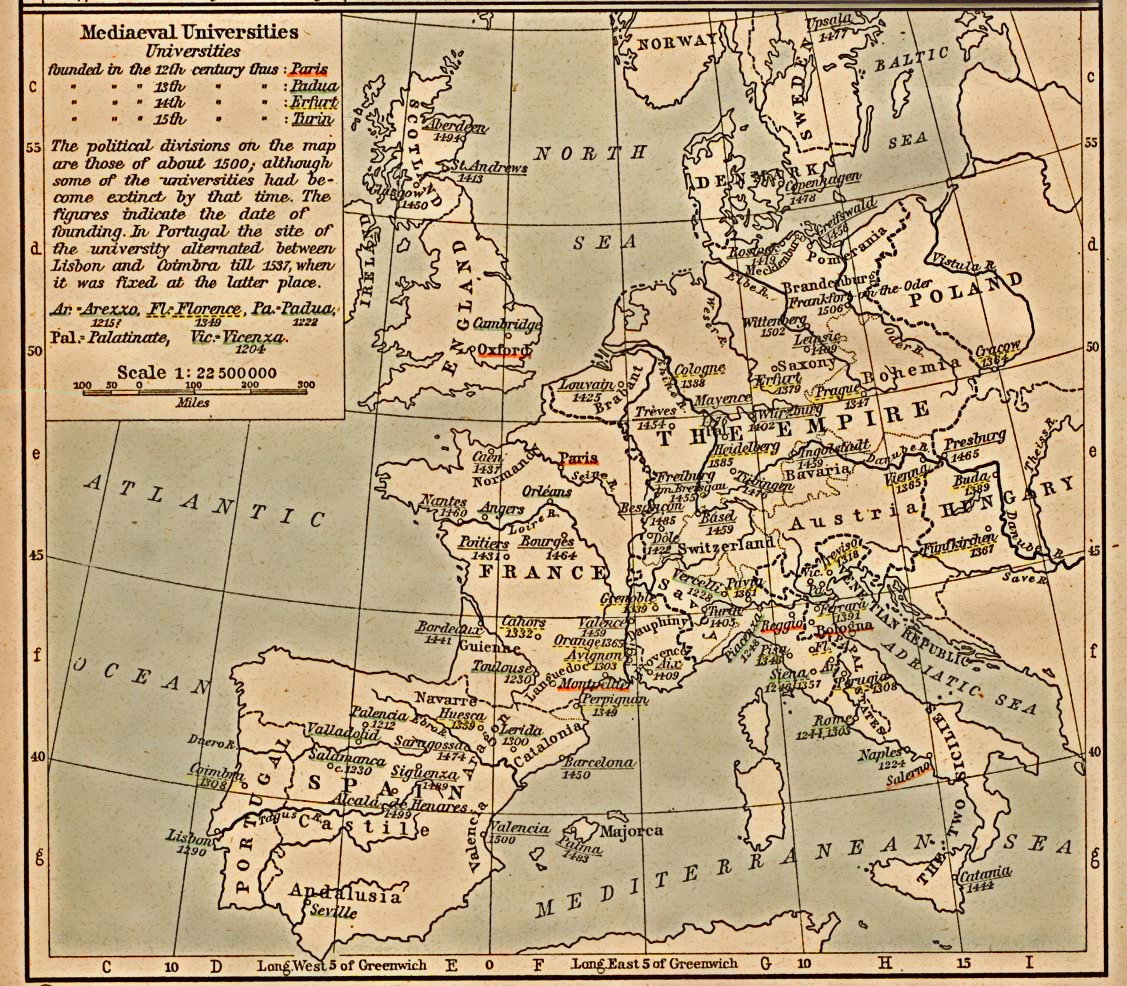
中世ヨーロッパの地図

ストゥディウム・ゲネラーレ（Studium generale, 複数形: ストゥディア・ゲネラーリア [Studia generalia]、「一般学問所」）とは、中世の大学 (medieval university) の古称であり、神聖ローマ帝国が国際的な高等教育機関として認定したものである。初期のストゥディウム・ゲネラーレは主にイタリア、フランス、イングランド、スペイン、ポルトガルで設立され、それらは当時のヨーロッパにおいて高名な学びの場と考えられていた。その栄誉の世間的な重要性は何百年もの年月を経て低下しているが、ヴァチカンは数多くの新設大学をストゥディウム・ゲネラーレに指定し続けている。
早くも13世紀には、ストゥディウム・ゲネラーレを卒業した学者は、ヨーロッパ各地のほかの教育機関で講義を行い、また書物や資料を共有することがよしとされた。この精神が現在でもヨーロッパの各大学の文化の土台となっている。
13世紀当時にストゥディウム・ゲネラーレとみなされていたのは以下の9大学である。
- ボローニャ大学 (University of Bologna)
- パリ大学 (University of Paris)
- オックスフォード大学 (University of Oxford)
- ケンブリッジ大学 (University of Cambridge)
- モンペリエ大学 (University of Montpellier)
- サラマンカ大学 (University of Salamanca)
- モデナ・レッジョ・エミリア大学 (University of Reggio Emilia)
- ヴィチェンツァ大学 (University of Vicenza)
- サレルノ大学 (University of Salerno) (異論もある)
- コインブラ大学 (University of Coimbra (1290年にリスボンで創立)

神学を学ぶ大学と世俗の学問の大学のいずれもがストゥディウム・ゲネラーレとして認定された。大学の数は上記の9大学から急速に、ヨーロッパ各地で増えていった。13世紀末までに、これらの大学の多くは後発の諸大学群と並んで教皇勅書によって「ストゥディウム・ゲネラーレである」という正式な認定を受けた。それらの勅書は当初、ボローニャ大学やパリ大学という特定の大学に特権を授与したにすぎなかったが、13世紀末までには、試験を受けることなく全ての大学で講義を行うことができる免状（ius ubique docendi: 万国教授資格）を授与する特権を認める教皇勅書を要求するようになった。
今日のヨーロッパの大学という文脈においては「ストゥディウム・ゲネラーレ」という語は第一に、学生や一般人のための学問的基礎を提供することを目的とする講義やセミナーなどの活動を指して使われる。これは大学という垣根を越えてより幅広く教育活動を行おうとする伝統的大学の人文主義の考えと同根である。

## ストゥディウム・パルティクラーレ
ストゥディウム・パルティクラーレ (Studium particulare) は、全ヨーロッパの人材（学者、学生とも）を対象としたストゥディウム・ゲネラーレに対して、大学周辺の局所的な地域に重点を置く大学を指す。